# Генічіро Фукучі
Генчічіро Фукучі (япон 福地 源一郎, псевдонім: Fukuchi Ōchi (Kyūjitai: 福地 櫻癡, Shinjitai: 福地 桜痴); 13 травня 1841, Нагасакі — 4 січня 1906, Токіо) — японський автор, журналіст і державний діяч.  

## Біографія
Фукучі народився 13 травня 1841 року в  родині лікаря в Нагасакі. Він вивчав англійську мову. У 1858 році розпочав працювати перекладачем у службі сьогунату Токугави. Від його імені Фукучі двічі їздив до Європи. У 1868 році видавав газету « Кьоко Шимбун» (江湖新聞 ), в якій опублікував статтю, критичну до уряду і дружню до Шгугата, після чого уряд Мейдзі заарештував його. Однак завдяки підтримці Кідо Такаяосі його визнали невинним і звільнили.  1870 році Генічіро Фукучі почав працювати в Міністерстві фінансів . Згодом   брав участь у дописі Іт-Хіробумі в Америку, а також у місії Івакура . 
З 1874 по 1888 працював спочатку головним редактором, потім головою Токіо Нічінічі Шимбун (東京日日新聞 ). Як доповідач він написав про заколот Сацуми. Фукучі критикував урядовий план офіційного розвитку, рекультивації та заселення. Як журналіст він мав великий вплив. У 1882 році він заснував u. а. з Мару Sakura створив «Партію Імператорського Правила»). 
Генічіро Фукучі писав також політичні романи та п’єси Кабукі. Він брав участь у русі за реформу драматургії та відкрив відомий театр Кабукіза у  Гінзі в Токіо. У 1904 р. журналіста обрали до Палати представників Японії (Шугінь). 